# Wereldkampioenschap schaatsen allround vrouwen 1987
Het achtenveertigste Wereldkampioenschap schaatsen allround voor vrouwen werd op 7 en 8 februari 1987 verreden op de ijsbaan State Fair Park in West Allis, Wisconsin. Het was het vijfde WK Allround dat buiten Europa plaatsvond en het tweede, na het WK van 1970, in West Allis.
Tweeëndertig schaatssters uit vijftien landen, de Verenigde Staten (3), de DDR (4), Nederland (4), de Sovjet-Unie (4), Canada (2), China (2), Frankrijk (2), Japan (2), Noorwegen (2), Zweden (2), Australië (1), Italië (1), Nieuw-Zeeland (1), Oostenrijk (1) en Zuid-Korea (1), namen eraan deel. Acht rijdsters debuteerden deze editie.
Karin Kania-Enke stond voor de zesde keer op het erepodium, prolongeerde haar titel en werd voor de vierde maal wereldkampioene, daarmee was ze de derde vrouw die viermaal de wereldtitel veroverde, Inga Artamonova ('57, '58, '62, '64) en Atje Keulen-Deelstra ('70, '72, '73, '74) gingen haar hier in voor. Andrea Schöne-Mitscherlich eindigde op de tweede plaats, zij stond eveneens voor de zesde keer op het erepodium na eerder 2× eerste en 3× tweede te zijn geweest.
Yvonne van Gennip werd de zesde Nederlandse die bij de huldiging op het erepodium stond, zij werd derde. Stien Kaiser (2× 1e, 4× 2e, 2× 3e), Ans Schut (1× 2e, 1× 3e), Carry Geijssen (1× 3e), Atje Keulen-Deelstra (4× 1e) en Trijnie Rep (1× 3e) gingen haar voor.
Verder bestond de Nederlandse afvaardiging dit jaar uit Marieke Stam, Petra Moolhuizen en debutante Grietje Mulder. Yvonne van Gennip veroverde op de 3000m, 1500m en 5000m de bronzen medaille.
De Zweedse Annette Carlén-Karlsson reed dit jaar haar tiende WK Allround toernooi en werd daarmee de achtste vrouw die dit aantal bereikte.
Ook dit kampioenschap werd over de grote vierkamp,respectievelijk de 500m, 3000m,1500m, en 5000m, verreden.

## Afstand medailles
| Afstand | Goud ·                     | Zilver ·                   | Brons ·           |
| ------- | -------------------------- | -------------------------- | ----------------- |
| 500m    | Karin Kania-Enke           | Jacqueline Börner          | Katie Class       |
| 3000m   | Andrea Schöne-Mitscherlich | Karin Kania-Enke           | Yvonne van Gennip |
| 1500m   | Karin Kania-Enke           | Andrea Schöne-Mitscherlich | Yvonne van Gennip |
| 5000m   | Andrea Schöne-Mitscherlich | Karin Kania-Enke           | Yvonne van Gennip |

## Klassement
| Rang   | Schaatsster                   | Land                           | Punten  | 500m       | 3000m        | 1500m        | 5000m          |
| ------ | ----------------------------- | ------------------------------ | ------- | ---------- | ------------ | ------------ | -------------- |
| Goud   | Karin Kania-Enke              | Duitse Democratische Republiek | 176,721 | 41,38 (1)  | 4.32,16 (2)  | 2.08,90 (1)  | 7.50,15 (2)    |
| Zilver | Andrea Schöne-Mitscherlich    | Duitse Democratische Republiek | 177,358 | 42,11 (5)  | 4.30,10 (1)  | 2.10,61 (2)  | 7.46,96 (1)    |
| Brons  | Yvonne van Gennip             | Nederland                      | 180,384 | 42,90 (11) | 4.37,33 (3)  | 2.11,81 (3)  | 7.53,27 (3)    |
| 4      | Seiko Hashimoto               | Japan                          | 181,557 | 42,40 (7)  | 4.39,78 (4)  | 2.12,36 (4)  | 8.04,07 (6)    |
| 5      | Jacqueline Börner             | Duitse Democratische Republiek | 182,535 | 41,81 (2)  | 4.43,88 (7)  | 2.14,23 (5)  | 8.06,69 (7)    |
| 6      | Marieke Stam                  | Nederland                      | 184,529 | 42,45 (8)  | 4.48,40 (12) | 2.15,08 (6)  | 8.09,87 (8)    |
| 7      | Natalja Artamonova-Koerova    | Sovjet-Unie                    | 185,036 | 42,73 (9)  | 4.42,98 (6)  | 2.15,49 (7)  | 8.19,80 (11)   |
| 8      | Heike Schalling               | Duitse Democratische Republiek | 185,926 | 44,90 (27) | 4.40,44 (5)  | 2.17,64 (12) | 8.04,06 (5)    |
| 9      | Emese Nemeth-Hunyady          | Oostenrijk                     | 186,797 | 42,77 (10) | 4.47,76 (9)  | 2.18,81 (14) | 8.17,97 (9)    |
| 10     | Wang Xiuli                    | China                          | 186,847 | 42,11 (5)  | 4.51,17 (17) | 2.17,31 (10) | 8.24,39 (14)   |
| 11     | Petra Moolhuizen              | Nederland                      | 186,925 | 43,76 (15) | 4.44,37 (8)  | 2.17,05 (9)  | 8.20,87 (12)   |
| 12     | Jelena Lapoega                | Sovjet-Unie                    | 186,998 | 43,82 (16) | 4.49,54 (15) | 2.19,78 (17) | 8.03,29 (4)    |
| 13     | Leslie Bader                  | Verenigde Staten               | 188,055 | 43,32 (13) | 4.47,90 (11) | 2.19,06 (16) | 8.23,99 (13)   |
| 14     | Zhang Qing                    | China                          | 188,974 | 44,12 (20) | 4.48,61 (13) | 2.20,63 (19) | 8.18,77 (10)   |
| 15     | Jasmine Krohn                 | Zweden                         | 191,819 | 45,08 (28) | 4.50,28 (16) | 2.23,66 (25) | 8.24,73 (15)   |
| 16     | Annette Carlén-Karlsson       | Zweden                         | 195,421 | 43,99 (18) | 4.48,70 (14) | 2.20,25 (18) | 9.15,65 * (16) |
| NC17   | Natalie Grenier               | Canada                         | 137,813 | 43,29 (12) | 4.53,10 (19) | 2.17,02 (8)  | -              |
| NC18   | Katie Class                   | Verenigde Staten               | 138,226 | 41,97 (3)  | 4.53,98 (19) | 2.17,02 (21) | -              |
| NC19   | Ariane Loignon                | Canada                         | 138,726 | 43,56 (14) | 4.55,76 (22) | 2.17,62 (11) | -              |
| NC20   | Marie-FraNCe van Helden-Vives | Frankrijk                      | 140,395 | 44,52 (24) | 4.52,89 (18) | 2.21,18 (20) | -              |
| NC21   | Ljoedmila Titova              | Sovjet-Unie                    | 140,716 | 44,28 (23) | 5.01,30 (24) | 2.18,66 (13) | -              |
| NC22   | Elena Belci                   | Italië                         | 141,265 | 44,08 (19) | 4.54,15 (21) | 2.24,48 (28) | -              |
| NC23   | Grietje Mulder                | Nederland                      | 141,356 | 45,42 (29) | 4.57,52 (23) | 2.19,05 (15) | -              |
| NC24   | Edel Therese Høiseth          | Noorwegen                      | 141,813 | 42,00 (4)  | 5.10,34 (29) | 2.24,27 (27) | -              |
| NC25   | Kelly Mullen                  | Verenigde Staten               | 141,886 | 44,18 (21) | 5.01,42 (26) | 2.22,41 (22) | -              |
| NC26   | Svetlana Bojko                | Sovjet-Unie                    | 142,266 | 44,54 (25) | 5.01,36 (25) | 2.22,50 (23) | -              |
| NC27   | Kim Yeong-Ok                  | Zuid-Korea                     | 142,616 | 44,20 (22) | 5.02,02 (27) | 2.24,24 (26) | -              |
| NC28   | Karen Gardiner                | Australië                      | 144,948 | 45,60 (30) | 5.07,01 (28) | 2.24,54 (29) | -              |
| NC29   | Stéphanie Dumont              | Frankrijk                      | 145,830 | 43,89 (17) | 5.11,34 (30) | 2.30,15 (30) | -              |
| NC30   | Minna Nystedt                 | Noorwegen                      | 147,550 | 46,30 (31) | 5.20,40 (31) | 2.23,55 (24) | -              |
| NC31   | Ans Kremer                    | Nieuw-Zeeland                  | 163,659 | 53,15 (32) | 5.34,66 (32) | 2.44,20 (31) | -              |
| -      | Natsue Seki                   | Japan                          | 92,751  | 44,79 (26) | 4.47,77 (10) | DQ           | -              |

* = met val
NC = niet gekwalificeerd
NF = niet gefinisht
NS = niet gestart
DQ = gediskwalificeerd
Vet gezet = kampioenschapsrecord